# 堺市立浜寺石津小学校
堺市立浜寺石津小学校（さかいしりつはまでらいしづしょうがっこう）は、大阪府堺市西区にある公立小学校。

## 沿革

### 経緯
1926年（大正15年）に泉北郡浜寺町（当時）の浜寺尋常高等小学校（現・堺市立浜寺小学校から分離する形で開校した。

### 年表
- 1926年（大正15年）4月1日 - 泉北郡浜寺石津尋常小学校として開校。
- 1941年（昭和16年）4月 - 泉北郡浜寺石津国民学校と改称。
- 1942年（昭和17年）7月 - 泉北郡浜寺町が堺市へ編入されたのに伴い、堺市浜寺石津国民学校と改称。
- 1947年（昭和22年）4月 - 堺市立浜寺石津小学校に改称。

## 通学区域
- 堺市西区
  - 石津西町
  - 築港新町
  - 浜寺石津町中1-4丁
  - 浜寺石津町西1-4丁
  - 浜寺石津町東1-4丁

## 進学先中学校
- 堺市立浜寺中学校

## 交通
- 南海電気鉄道南海本線石津川駅より徒歩3分